# Josip Barišić
Josip Barišić (Slavonski Brod, 7 maart 1981) is een Kroatisch voetballer die momenteel speelt voor de tweedeklasser NK Vrbovec.

## Carrière
Josip Barišić speelde voor Marsonia, Zagreb, Karlovac, Shonan Bellmare, Croatia Sesvete, Posušje, Tubize, Inter Zaprešić en NK Vrbovec.